# Uxbridge (metrostation)
Uxbridge is een station van de metro van Londen aan de Metropolitan Line en Piccadilly Line dat is geopend in 1904.

## Geschiedenis

### Harrow & Uxbridge
In 1897 werd de Harrow & Uxbridge Railway opgericht om Uxbridge per spoor te verbinden met de Metropolitan Railway (MR), de latere Metropolitan Line, en daarmee met de binnenstad. Begin 20e eeuw waren de woonwijken langs de lijn er nog niet, zodat alleen bij het dorp Ruislip een tussenstation kwam. Het eindpunt in Uxbridge kwam vlak ten zuiden van het kruispunt Belmont Road-Mead Road. Op 4 juli 1904 werden de lijn tussen Roxborough Road en Uxbridge plus de twee stations geopend. Aanvankelijk werd de lijndienst verzorgd door stoomtreinen.
Enkele weken voor de metro had de Londen United Tramways een lijn geopend vanaf Shepherd's Bush. Deze elektrische tram was goedkoper dan de metro maar had wel een uur nodig voor de rit naar Shepherd's Bush. In 1905 werd de spoorlijn geëlektrificeerd en kwamen er elektrische metrostellen. In 1906 werd de lijn overgenomen door de MR, die toch al de elektrische diensten verzorgde. Op 1 maart 1910 werd de District Railway (DR), de latere District Line, vanuit South Harrow doorgetrokken naar Rayners Lane, waar in 1906 door de MR een halte was toegevoegd. Voor Uxbridge betekende dit dat een kopspoor door de MR en het andere door de DR gebruikt werd.

### Metroland
Voor het gebied ten noordwesten van Londen had de reclame-afdeling van MR in 1915 de naam Metroland bedacht voor potentiële woonwijken rond haar lijnen. Na de Eerste Wereldoorlog kwam de bouw van grootschalige tuinsteden rond Londen echt opgang, hetgeen aanleiding was om ook langs de Uxbridgetak extra stations te bouwen. In 1923 werden de Britse spoorwegen gegroepeerd in vier grote bedrijven, waarvan de LNER een groot deel van de voorstadsdiensten in het noordoosten in handen had. De eigenaar van zowel de DR als de Piccadilly Line wilde de laatste zowel aan de oost- als aan de westkant verlengen, maar de rechtsvoorgangers van LNER hadden daarvoor een parlementair verbod gekregen omdat ze bang waren dat de metro klanten van hun stoomdiensten zou afsnoepen. In 1925, toen bleek dat LNER de elektrificatie van haar lijnen niet kon bekostigen, werd het verbod opgeheven. In 1929 begon de verlenging van de Piccadilly Line aan de oostkant en aan de westkant werd de District tak naar Uxbridge vernieuwd omdat deze als westelijke deel van de Piccadilly Line zou gaan fungeren. 

### London Transport
In juli 1933 werd het OV in Londen genationaliseerd zodat alle metrobedrijven in een hand kwamen. Op 23 oktober 1933 werd de dienstregeling van de District Line overgenomen door de Piccadilly Line. De nieuwe tijd vroeg om een nieuw groter station in Uxbridge en om de eenheid van de Piccadilly Line te benadrukken kwam architect Charles Holden met het spiegelbeeld van Cockfosters aan het andere eind van de Piccadilly Line, al is de gevel aan de straatkant aangepast aan de plaatselijke omstandigheden. Het nieuwe station met opstelsporen werd op 4 december 1938 geopend, waarmee de verlenging van de Piccadilly Line was voltooid. Op 12 januari 1983 werden de stationsgebouwen van Uxbridge op de monumentenlijst geplaatst. 
De London Borough of Hillingdon legde in juni 2011 een voorstel voor om de Central Line niet meer naar West Ruislip maar naar Uxbridge te laten rijden. Hiervoor zou Transport for London het voorstel moeten goedkeuren en het seinstelsel op de Metropolitan Line worden aangepast. 

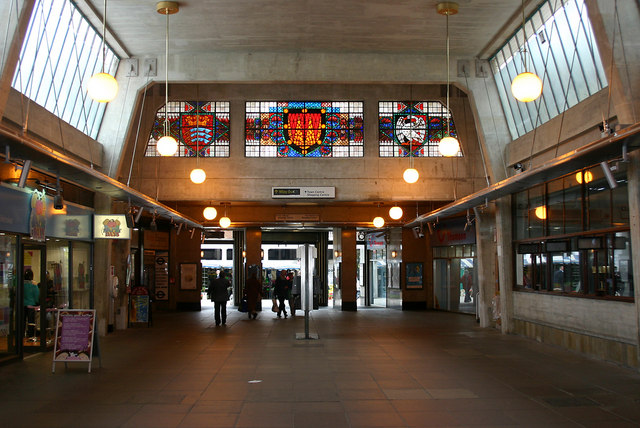
De wapens boven de ingang.
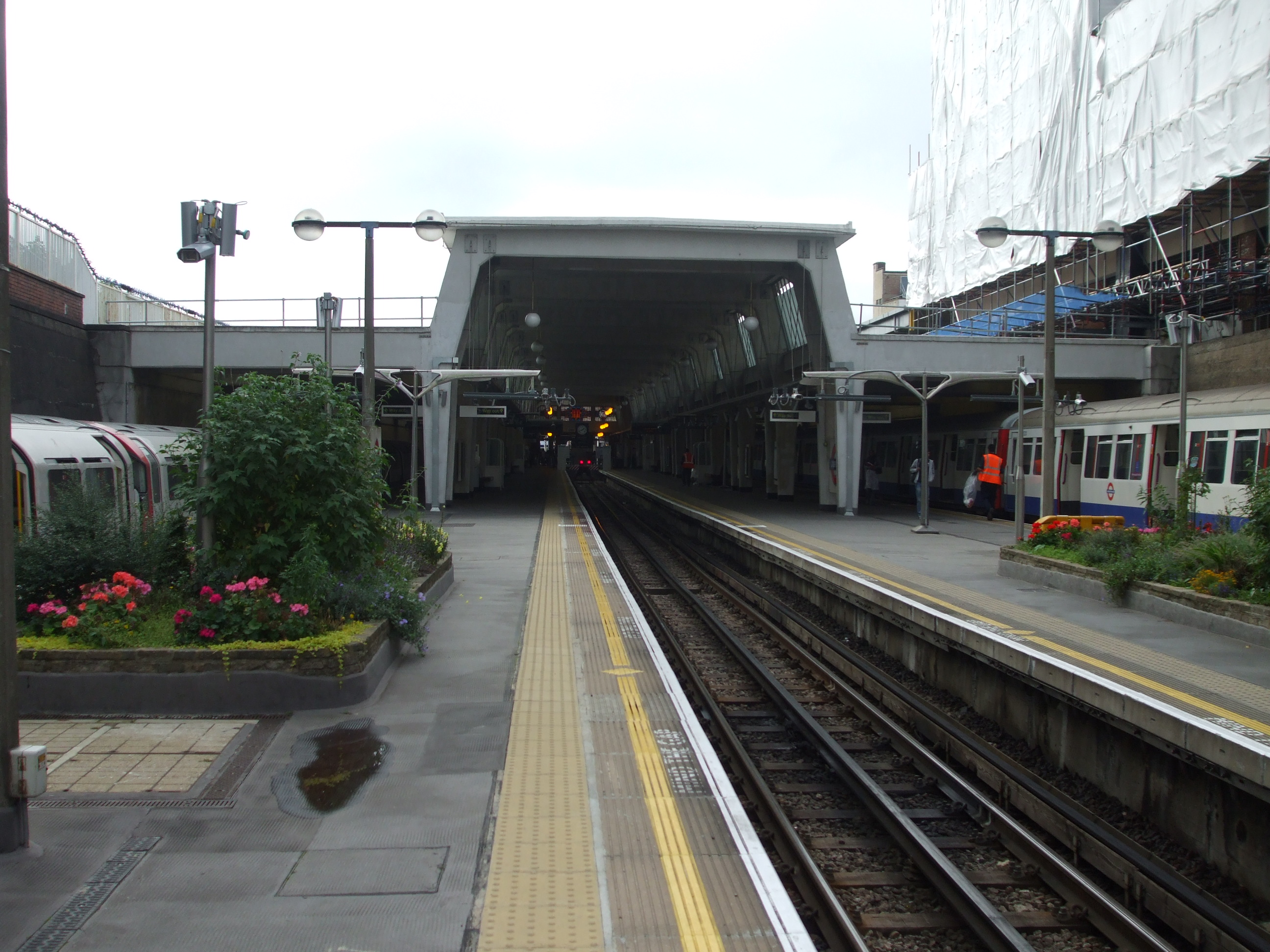
De oostkant van het station.
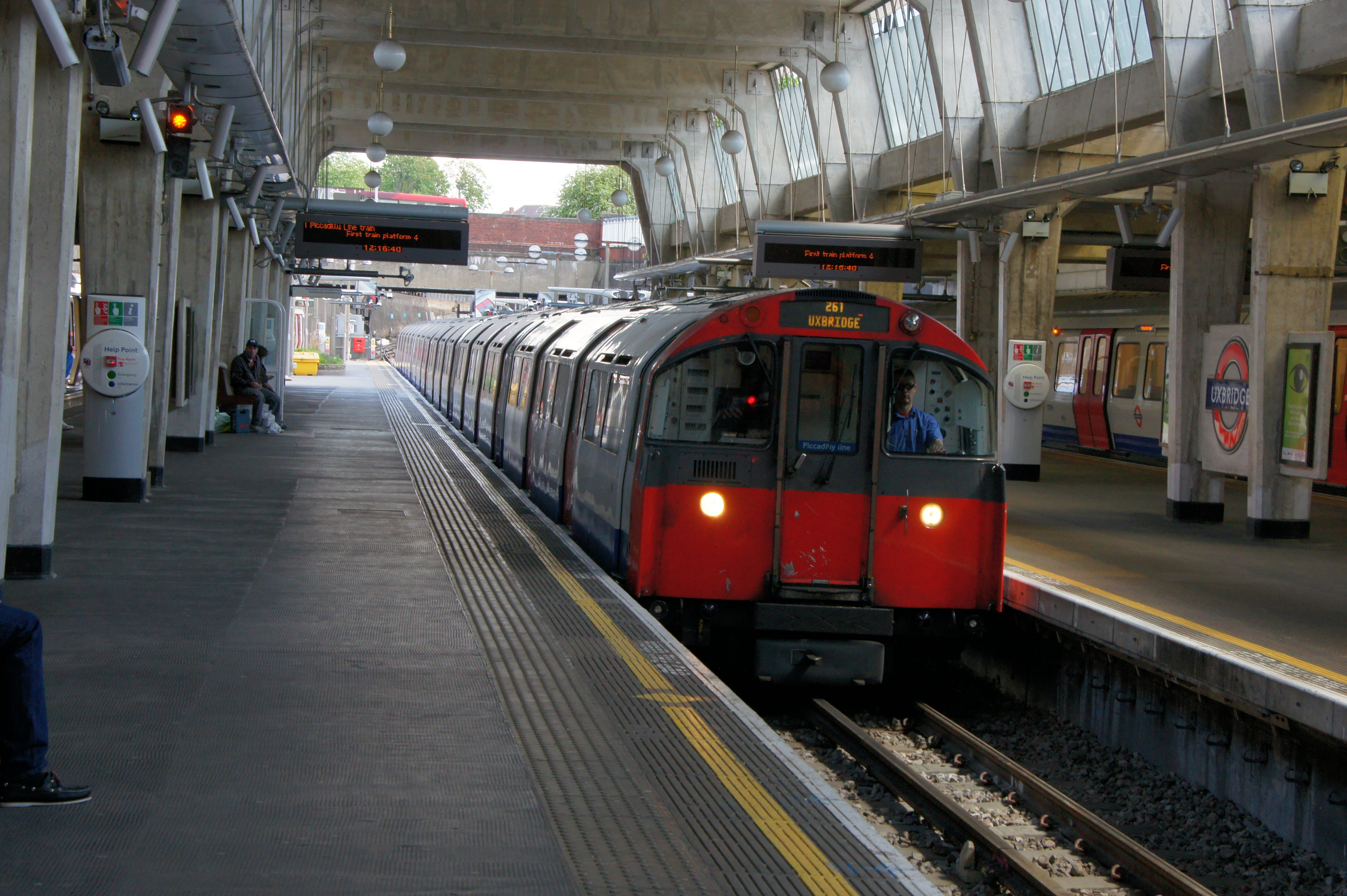
Een metro van de Piccadilly Line op het middelste spoor.

## Ligging en inrichting
Het station is het eindpunt van de Uxbridge-takken van zowel de Metropolitan Line als de Piccadilly Line, 25 kilometer ten westen van Charing Cross. Het station is ontworpen door Charles Holden in samenwerking met LH Bucknell en ligt aan een rond voorplein dat bedoeld was als eindlus voor de trolleybussen die in 1936 de tram haden vervangen. De toegang in het midden wordt geflankerd door verschillende winkels. De eerste verdieping heeft een rode bakstenen gevel die boven de ingang is onderbroken. Op de hoeken van de gevel boven de ingang symboliseren gestileerde "gevleugelde wielen" met bladveren, van de hand van Joseph Armitage, de twee metrolijnen die het station bedienen. Achter de gevel ligt de stationshal met een hoog dak in het verlengde van de stationskap boven het middelste spoor. De bushaltes liggen bij de zijingang aan de noordkant van het station. Tussen de hal en de perrons staan toegangspoortjes. Het middelste spoor ligt tussen de twee perrons in zodat de spaanse methode kan worden toegepast, aan de buitenkant van de perrons ligt per perron ook nog een eigen spoor. De buitenwanden van deze sporen zijn afgewerkt met tegelwerk dat door Charles Holden ook elders langs de Piccadilly Line werd toegepast. 
Het opvallenste kenmerk van het station is de betonnen kap boven de sporen en perrons die wordt gedragen door betonnen zuilen op de eilandperrons. Boven het middelste spoor is de kap hoger dan boven de andere sporen en het daglicht kan door glazen panelen tussen de zuilen op de perrons vallen. De overkapping werd in 1937 – 1938 in Uxbridge gebouwd naar het voorbeeld van de perronhal in Cockfosters om de eenheid van de Piccadilly Line te benadrukken. 
De glas-in-loodpanelen van de hand van Erwin Bossanyi aan de binnenkant van de perronhal boven de hoofdingang zijn voorzien van de wapens van de graafschappen rond het station. De kroon met drie saxen op een rode achtergrond is het wapen van Middlesex County Council en de geketende zwaan op een zwarte en rode achtergrond is van Buckinghamshire. Het middelste wapen wordt toegeschreven aan de familie Basset uit Uxbridge. De omgekeerde rode driehoek op een gouden achtergrond wordt sinds 1948 ook gebruikt op het wapen van de Uxbridge Urban District Council.
Het dichtstbijzijnde spoorwegstation is West Ruislip aan de Chiltern Line en Central Line van de metro is bereikbaar met de bussen U1 en U10. Het dichtstbijzijnde station aan de Elizabeth Line is West Drayton, bereikbaar met de bussen U1, U3, U5 en 222.

## Reizigersdienst

### Metropolitan Line
De Metropolitan Line is de enige lijn die een sneldienst heeft, op de Uxbridge-tak rijdt deze echter alleen in oostelijke richting itijdens de ochtendspits (06:30 tot 09:30) van maandag tot vrijdag. 
- In de daluren omvat de dienst: 
  - 8 metro's per uur naar Aldgate (alle stations)
  - 8 metro's per uur eindigend in Uxbridge
- De ochtendspits omvat:
  - 2 metro's per uur naar Aldgate (semi-snel)
  - 4 metro's per uur naar Aldgate (alle stations)
  - 4 metro's per uur naar Baker Street (alle stations)
  - 10 metro's per uur eindigend in Uxbridge
- De avondspits omvat:
  - 7 metro's per uur naar Aldgate (alle stations)
  - 3 metro's per uur naar Baker Street (alle stations)
  - 10 metro's per uur eindigend in Uxbridge

### Piccadilly Line
- In de daluren omvat de dienst:
  - 3 metro's per uur naar Cockfosters
  - 3 metro's per uur eindigend in Uxbridge
- De spitsdienst omvat:
  - 6 metro's per uur naar Cockfosters
  - 6 metro's per uur eindigend in Uxbridge

### Buslijnen

#### Transport for London
- 222 (Uxbridge naar Hounslow)
- 331 (Uxbridge naar Ruislip)
- 427 (Uxbridge naar Acton Old Town Hall ) - deze route fungeert als een verkorte stopdienst van de 607.
- A10 (Uxbridge naar Heathrow Centraal)
- U1 (Ruislip naar West Drayton)
- U2 (Uxbridge naar Brunel University)
- U3 (Uxbridge naar Heathrow Centraal)
- U4 (Uxbridge naar Hayes Prologis Park )
- U5 (Uxbridge naar Hayes & Harlington)
- U7 (Uxbridge naar Hayes Sainsbury's)
- U9 (Uxbridge naar Harefield Hospital)
- U10 (Uxbridge naar Ruislip Heathfield Rise )
- Sneldienst 607 (beperkt aantal haltes, Uxbridge naar White City )
- Nachtdienst N207 (Uxbridge naar Holborn)

#### Overige vervoerders
- First Berkshire lijn 3 (Uxbridge naar Slough)
- Carousel Busses lijn 581 (Uxbridge naar Denham) - bestempeld als Buckinghamshire County Rider
- Carousel Busses lijn 101/102 (High Wycombe naar Uxbridge/Heathrow Airport)
- Carousel Busses lijn 104 (Uxbridge naar High Wycombe)
- Carousel Busses lijn 105 (Hemel Hempstead naar Uxbridge)
- Magpie Travel lijn CC1 (Uxbridge naar Newland Park College Campus)
- Red Rose lijn R21 (Uxbridge naar Mount Vernon Hospital)
- Carousel Busses lijn 583 (Uxbridge naar Iver)
- Arriva Shires & Essex lijn 724 (Harlow naar Heathrow) - uitgevoerd als Green Line dienst

## Fotoarchief
- Departure board for Uxbridge station
- The Uxbridge Parish website
- London Transport Photographic Archive
  - Het oorspronkelijke station gezien richting de stad in 1934
  - Het oorspronkelijke station gezien richting Belmont Road in 1934
  - Een van de twee wielen in het atelier voor de montage
  - De betonnen stationskap in 1958
  - De gebrandschilderde ramen in 1982